# Difesa a oltranza (serie televisiva)
Difesa a oltranza (Owen Marshall: Counselor at Law) è una serie televisiva statunitense in 70 episodi trasmessi per la prima volta nel corso di 3 stagioni dal 1971 al 1974.

## Trama
Owen Marshall è un avvocato che difende diversi clienti a Santa Barbara, in California, con l'aiuto dei suoi giovani assistenti. Durante il corso della serie, diversi attori svolgono il ruolo di assistenti di Marshall, tra cui Reni Santoni, David Soul (star di Starsky & Hutch) e Lee Majors, che fu co-protagonista della serie e, durante l'ultima parte di questa, contemporaneamente girava i primi episodi di L'uomo da sei milioni di dollari. Nel corso degli episodi compaiono anche la segretaria Frieda Krause e Melissa, la figlia dodicenne di Owen.
Hill è apparso tre volte in crossover come Marshall nella serie Marcus Welby.

## Personaggi
- Owen Marshall (stagioni 1-3), interpretato da	Arthur Hill.
- Jess Brandon (stagioni 1-3), interpretato da	Lee Majors.
- DA Giannetta (stagioni 1-3), interpretato da	Pat Harrington Jr..
- Frieda Krause (stagioni 1-3), interpretata da	Joan Darling.
- Melissa Marshall (stagioni 1-3), interpretata da	Christine Matchett.
- Brenton Grant (stagioni 1-2), interpretato da	Russell Johnson.
- Gerry Collier (stagioni 1-3), interpretato da	Tim Matheson.
- dottor Ray Baldwin (stagioni 1-3), interpretato da	Walter Brooke.
- giudice Lynn Oliver (stagioni 1-3), interpretato da	Dana Wynter.
- Baird Marshall (stagioni 1-3), interpretato da	Rick Lenz.
- Joel Herron (stagioni 1-3), interpretato da	John Fink.
- Art Swenson (stagioni 1-2), interpretato da	Joey Forman.
- Sam Miller (stagione 1), interpretato da	Lou Frizzell.
- Ed Dolan (stagioni 2-3), interpretato da	Kirk Mee.
- Balliff (stagioni 2-3), interpretato da	John Francis.
- Clayton Short (stagioni 2-3), interpretato da	Robert Hogan.
- Danny Paterno (stagione 3), interpretato da	Reni Santoni.

## Guest star
- John Travolta
- John Denver
- Rory Calhoun
- Richard Eastham
- Farrah Fawcett
- Sharon Gless
- Pat Harrington Jr.
- Mark Hamill
- Darby Hinton
- Scott Marlowe
- Tim Matheson
- Ricky Nelson
- Donna Mills
- Edward Platt
- Dick Sargent
- Susan Strasberg
- Joan Tompkins (3 volte)
- Dana Wynter

## Produzione
La serie fu prodotta da Universal TV e girata negli studios della Universal a Universal City in California. Tra i registi della serie sono accreditati Harry Falk e Steven Spielberg (in un episodio).

## Distribuzione
La serie fu trasmessa negli Stati Uniti dal 1971 al 1974 sulla rete televisiva ABC. 
In Italia è stata trasmessa con il titolo Difesa a oltranza.

## Episodi
| Stagione         | Episodi | Prima TV USA |
| ---------------- | ------- | ------------ |
| Prima stagione   | 23      | 1971-1972    |
| Seconda stagione | 23      | 1972-1973    |
| Terza stagione   | 23      | 1973-1974    |